# علیرضا امینی
علیرضا امینی (زاده ۱۰ دی ۱۳۴۸) کارگردان، فیلم‌نامه‌نویس، تهیه‌کننده و تدوین‌گر اهل ایران است.

## زندگی
او در اراک به دنیا آمد و دارای تحصیلات فوق لیسانس کارگردانی تئاتر از دانشگاه آزاد اسلامی است. وی در ابتدا (سال ۱۳۷۲) با کارگردانی فیلم‌های کوتاه شروع به کار کرد و فعالیت حرفه‌ای در سینما را سال ۱۳۷۸ به عنوان دستیار کارگردان با فیلم زمانی برای مستی اسب‌ها (بهمن قبادی) تجربه کرد، سپس در فیلم صنم بازی کرد. امینی در سال ۱۳۷۹ کار جلوه‌های ویژه فیلم هفت پرده را انجام داد و در سال ۱۳۸۰ فیلم‌نامه ی نامه‌های باد را نوشت و آن کارگردانی و تدوین نمود و موفق به دریافت سیمرغ بلورین بهترین اثر هنر و تجربه را از بیست و یکمین جشنواره فیلم فجر شد سپس فیلم‌های کنار رودخانه، دانه‌های ریز برف کنار رودخانه، زمان می‌ایستد، فقط چشم‌هاتو ببند و استشهادی برای خدا را ساخت. وی در ۱۳۸۸ فیلم موفق هفت دقیقه تا پاییز کارگردانی کرد و دیپلم افتخاری بهترین کارگردان را از بیست و هشتمین جشنواره فیلم فجر کسب کرد. انتهای خیابان هشتم در سال ۱۳۸۹ توقیف شد و پس از دو سال در نوروز سال ۱۳۹۱ اکران شد درحالیکه چندین سکانس فیلم سانسور شده بود. فیلم دیگر او بلوک ۹ خروجی ۲ نیز برای دریافت پروانه نمایش با مشکل مواجه شد اما پس از ۴ سال توقیف در نهایت سال ۱۳۹۶ توانست نظر اعضای شورای پروانه نمایش را به دست آورد و با پذیرش رده‌بندی سنی پروانه نمایش خود را دریافت کند.

## جوایز

### خارجی
- جایزه بهترین فیلم برای دانه‌های ریز برف از جشنواره فیلم پوسان[۴] ـ دوره هشتم (۲۰۰۳-کره جنوبی)
- جایزه بهترین دستاوردهای هنری برای دانه‌های ریز برف از جشنوارهٔ بین‌المللی فیلم تسالوینکی ـ دوره چهل و چهارم (یونان)
- تقدیرنامه هیئت داوران برای دانه‌های ریز برف از جشنواره فیلم لوکارنو[۵] ـ دوره پنجاه و ششم (سوئیس)
- جایزه محیط زیست هیئت داوران جوانان برای دانه‌های ریز برف از جشنواره فیلم لوکارنو[۵] ـ دوره پنجاه و ششم (سوئیس)

### داخلی
- سیمرغ بلورین بهترین اثر هنر و تجربه برای نامه‌های باد از جشنواره فیلم فجر ـ دوره بیست و یکم
- دیپلم افتخاری بهترین کارگردان برای هفت دقیقه تا پاییز از جشنواره فیلم فجر ـ بیست و هشتم

## فعالیت‌ها[۲][۶]

### کارگردانی
1. نامه‌های باد (۱۳۸۰)
2. کنار رودخانه (۱۳۸۲)
3. دانه‌های ریز برف (۱۳۸۲)
4. زمان می‌ایستد (۱۳۸۴)
5. فقط چشم‌هاتو ببند (۱۳۸۵)
6. استشهادی برای خدا (۱۳۸۶)
7. تلخون (فیلم تلویزیونی، ۱۳۸۶)
8. هفت دقیقه تا پاییز (۱۳۸۸)
9. ریسمان سبز (فیلم تلویزیونی، ۱۳۸۹)[۷]
10. انتهای خیابان هشتم (۱۳۸۹)
11. سقوط آزاد (مجموعه تلویزیونی، ۱۳۹۰)
12. راه رفتن روی خطوط (مجموعه تلویزیونی، ۱۳۹۰)
13. میلیاردر (مجموعه تلویزیونی، ۱۳۹۱)
14. نگران نباش سارا (۱۳۹۱)[۸]
15. بلوک۹ خروجی۲ (۱۳۹۲)
16. دلتا ایکس (۱۳۹۴)
17. من دیوانه نیستم (۱۳۹۵)
18. تعطیلات رؤیایی (مجموعه تلویزیونی، ۱۳۹۷)
19. ۱۳ شمالی (نمایش خانگی، ۱۳۹۷)
20. راند چهارم (۱۳۹۸)
21. اسکادران آتش (۱۳۹۹)
22. کشتی کروز (۱۴۰۱)
23. قهوه ترک (نمایش خانگی۱۴۰۲)

### فیلم‌نامه
1. نامه‌های باد (۱۳۸۰)
2. کنار رودخانه (۱۳۸۲)
3. دانه‌های ریز برف (۱۳۸۲)
4. زمان می‌ایستد (۱۳۸۴)
5. خانه روشن (طرح اولیه، ۱۳۸۴)
6. فقط چشم‌هاتو ببند (۱۳۸۵)
7. استشهادی برای خدا (۱۳۸۶)
8. هفت دقیقه تا پاییز (۱۳۸۸)
9. بلوک۹ خروجی۲ (۱۳۹۲)
10. راند چهارم (۱۳۹۸)

### تدوین
1. نامه‌های باد (۱۳۸۰)
2. کنار رودخانه (۱۳۸۲)
3. دانه‌های ریز برف (۱۳۸۲)
4. زمان می‌ایستد (۱۳۸۴)
5. به فاصله یک نفس (۱۳۸۹)
6. من دیوانه نیستم (۱۳۹۷)

### تهیه‌کننده
1. دانه‌های ریز برف (۱۳۸۲)
2. زمان می‌ایستد (۱۳۸۴)
3. فقط چشم‌هاتو ببند (۱۳۸۵)